# Lorzeninsel
Die Lorzeninsel (auch Aloisiusinsel) ist eine rund 1500 m² grosse künstliche Insel im Zugersee im Schweizer Kanton Zug. Das Projekt verursachte Kosten von 30 Millionen Franken und wurde 1976 fertiggestellt. Die Insel liegt unweit der Mündung der (neuen) Lorze.

## Geschichte
Die Insel entstand 1976, weil wegen des Baus der Autobahn A14 der Lauf der Lorze auf den rund 3,8 km vor der Mündung in den Zugersee nach Osten verlegt wurde, um im See eine verbesserte Durchmischung zu erreichen. Rund 180'000 Kubikmeter Aushub, der nicht für den Strassenbau geeignet war, wurde unweit der neuen Mündung aufgeschüttet und bildete so die neue Insel. Diese hat auch die Aufgabe, bei Westwind Wellen zu brechen und so das Strandbad in Zug zu schützen. Die Insel ist als Vogelschutzreservat eingestuft.
Nach etwa drei Jahrzehnten zeigten sich an der Insel Erosionsschäden; an der Westseite waren die Steinblöcke zur Befestigung des Ufers freigestellt und standen im Wasser. Die Insel musste also saniert werden. Im August 2006 entschied die Direktion des Innern in der Zuger Kantonsverwaltung die fischereirechtliche Bewilligung, Geschiebe aus der Lorze im Bereich der Lorzeninsel aufzuschütten, um auf der Nordseite der Insel einen Flachwasserbereich zu schaffen, der das Wachstum von Schilf ermöglichen soll.

## Belege
1. ↑  Charly Keiser:  Hilfe – die Lorzeninsel ertrinkt, 10. Mai 2006. Abgerufen am 30. Juni 2023
2. ↑  Charly Keiser:  Zug: Lorzeninsel wird saniert, 30. August 2006. Abgerufen am 30. Juni 2023